# 페르시아숲쥐
페르시아숲쥐(학명: Apodemus avicennicus)는 붉은쥐의 일종이다. 이란의 토착종이다.

## 특징
작은 설치류로 평균 꼬리 길이 96.6±6.34mm를 제외한 평균 몸길이가 88.86±7.71mm이고, 평균 발 길이는 21.28±0.48 mm, 평균 귀 길이는 15.14±0.89mm이다. 등 쪽 털은 갈색빛 회색인 반면에 배 쪽은 희다. 핵형은 2n=48, FN=46이다.

## 분포 및 서식지
이란 중부 야즈드 파크라바드 마을에서 포획된 8마리가 유일한 표본이다.